# Complejo Habitacional José Bonifácio
El Conjunto Habitacional José Bonifácio o simplemente "COHAB 2" es un conjunto habitacional ubicado en São Paulo, Brasil. Debido a su amplitud es considerado un "barrio" del distrito de José Bonifácio.
Fue fundado en 1980 y su plaza principal es la Praça Mãe Menininha do Gantois, popularmente conocida como "Praça Brasil". Cuenta con la estación José Bonifácio ubicada al final de la Avenida Nagib Farah Maluf, cerca de la confluencia con la Estrada Itaquera-Guaianases y la Avenida José Pinheiro Borges.